# Вудсайд (Пенсільванія)
Вудсайд (англ. Woodside) — переписна місцевість (CDP) в США, в окрузі Бакс штату Пенсільванія. Населення — 2443 особи (2020).

## Географія
Вудсайд розташований за координатами 40°13′48″ пн. ш. 74°51′34″ зх. д. / 40.23000° пн. ш. 74.85944° зх. д. (40.229997, -74.859350).  За даними Бюро перепису населення США в 2010 році переписна місцевість мала площу 2,65 км², з яких 2,65 км² — суходіл та 0,00 км² — водойми.

## Демографія
Згідно з переписом 2010 року, у переписній місцевості мешкало 2425 осіб у 779 домогосподарствах у складі 723 родин. Густота населення становила 914 осіб/км².  Було 786 помешкань (296/км²).
Расовий склад населення:
| - 89,5 % — білих - 7,2 % — азіатів - 1,8 % — чорних або афроамериканців - 0,1 % — корінних американців |

До двох чи більше рас належало 0,9 %. Частка іспаномовних становила 2,1 % від усіх жителів.
За віковим діапазоном населення розподілялося таким чином: 27,6 % — особи молодші 18 років, 62,2 % — особи у віці 18—64 років, 10,2 % — особи у віці 65 років та старші. Медіана віку мешканця становила 44,3 року. На 100 осіб жіночої статі у переписній місцевості припадало 93,2 чоловіків;  на 100 жінок у віці від 18 років та старших — 93,5 чоловіків також старших 18 років.
Середній дохід на одне домашнє господарство  становив 201 218 доларів США (медіана — 149 688), а середній дохід на одну сім'ю — 205 888 доларів (медіана — 156 250). За межею бідності перебувало 4,4 % осіб, у тому числі 7,2 % дітей у віці до 18 років та 3,8 % осіб у віці 65 років та старших.
Цивільне працевлаштоване населення становило 1174 особи. Основні галузі зайнятості: освіта, охорона здоров'я та соціальна допомога — 33,8 %, фінанси, страхування та нерухомість — 15,2 %, науковці, спеціалісти, менеджери — 12,4 %, виробництво — 11,4 %.